# هنريك رافيلسن
هنريك رافيلسن (بالنرويجية: Henrik Rafaelsen)‏ (و. 1973  م) هو ممثل نرويجي، ولد في كريستيانساند.

## جوائز
حصل على جوائز منها:
- Kanon Award for best actor in a leading role ‏، عن عمل: Thelma (2017 film) [الإنجليزية]‏ (2017)[3]
- Amanda Award for Best Actor  [لغات أخرى]‏، عن عمل: سعيد سعيد [الإنجليزية]‏ (2011).

## وصلات خارجية
- هنريك رافيلسن على موقع IMDb (الإنجليزية)
- هنريك رافيلسن على موقع قاعدة بيانات الأفلام العربية
- هنريك رافيلسن على موقع ألو سيني (الفرنسية)
- هنريك رافيلسن على موقع أول موفي (الإنجليزية)
- هنريك رافيلسن على موقع قاعدة بيانات الأفلام السويدية (السويدية)
- هنريك رافيلسن على موقع قاعدة بيانات الفيلم (الإنجليزية)
- هنريك رافيلسن على موقع كينوبويسك (الروسية)